# Товарищтай, Николай Чолдак-оолович
Николай Чолдак-оолович Товарищтай (1906 — 1955) — тувинский и советский государственный деятель.
Окончил школу в Кызыле, затем Коммунистический университет трудящихся Востока (1931).
В 1932—1936 гг. заведовал отделом просвещения и массовой работы ЦК Тувинской народно-революционной партии. В 1936—1938 гг. министр животноводства и земледелия Тувинской Народной Республики, затем непродолжительное время заведовал отделом кадров ЦК ТНРП. В 1940—1941 гг. председатель планово-экономической комиссии Тувинской Народной Республики. В 1941—1944 гг. министр внутренних дел Тувинской Народной Республики.
После вхождения ТНР в состав Советского Союза в 1944 г. занимал до декабря 1946 г. должность начальника Управления НКВД по Тувинской автономной области. В августе 1946 г. награждён орденом Отечественной Войны I-й степени.
В рамках политических чисток в тувинском партийно-государственном руководстве был снят с должности и отправлен руководить Бряньским (Буренским) леспромхозом в долине Малого Енисея.
Сын — Илья Николаевич Товарищтай (1948—2010), полковник милиции, руководитель Управления уголовного розыска Республики Тыва, затем в 1999—2003 гг. заместитель главы правительства Республики. Дочь, Клара Николаевна, была замужем за мэром Кызыла Дозур-оолом Тинмеем.